# Bush Mountains
Bush Mountains är ett berg i Antarktis. Det ligger i Östantarktis. Nya Zeeland gör anspråk på området. Toppen på Bush Mountains är 1 219 meter över havet.
Terrängen runt Bush Mountains är huvudsakligen kuperad, men den allra närmaste omgivningen är bergig. Trakten är obefolkad. Det finns inga samhällen i närheten.